# Fakulta životního prostředí Univerzity Jana Evangelisty Purkyně
Fakulta životního prostředí (FZP) je jednou z fakult Univerzity Jana Evangelisty Purkyně v Ústí nad Labem (UJEP).

## Katedry
- Katedra geoinformatiky (KGI)
- Katedra životního prostředí (KŽP)
- Katedra environmentální chemie a technologie (KECHT)

## Studijní programy

### Bakalářské
- Aplikovaná geoinformatika
- Ochrana životního prostředí

### Navazující magisterské
- Technologie pro ochranu životního prostředí
- Analytická chemie životního prostředí a toxikologie

### Doktorské
- Environmentální chemie a technologie